# Gentil (Rio Grande do Sul)
Gentil é um município brasileiro do estado do Rio Grande do Sul.

## História
A história de Gentil remonta aos anos da novíssima colonização italiana no Rio Grande do Sul. Por volta do ano de 1910, italianos vindos da região da Serra Gaúcha adquiriram as terras da região.
O nome inicial da localidade criada foi Lagoa Comprida, pois encontraram lá onde se formaria o futuro município, uma lagoa (ou águas de chuvas represadas) neste formato.
No período do ano de 1934 até o ano de 1943 a localidade recebe a influência do líder religioso capuchinho Frei Gentil de Caravaggio. Por este motivo, no dia 18 de dezembro de 1957, a localidade passou a denominar-se Vila Frei Gentil.
No ano de 1961, a Lei n° 199 do município de Marau, criou o sub-distrito do povoado de Frei Gentil. Posteriormente, através da Lei n° 557 de 4 de janeiro de 1971, do municipio de Marau, houve a alteração da denominação do sub-distrito de “Vila Gentil”, para “Vila Frei Gentil”. O Distrito criado com a denominação de Frei Gentil, subordinado ao município de Marau, aconteceu pela Lei Municipal nº 700, de 19 de dezembro de 1975.
'49" sul e a uma longitude 52º02'08" oeste, estando a uma altitude de 774 metros. Sua população estimada é de 1.708 habitantes.